# Bentley Mother Gun
Pour les articles homonymes, voir Bentley et Mother.
La Bentley Mother Gun ou Bentley Old Mother Gun ou Bentley Jackson Special est une voiture de sport prototype modifiée de 1927, du constructeur automobile britannique Bentley, victorieuse en particulier des 24 Heures du Mans 1928 (dans sa version Bentley 4½ Litre d'origine).

## Historique
Ce prototype Bentley est conçu sur la base modifiée de la Bentley 4½ Litre historique « Old Mother Gun » de 1927, numéro de châssis ST-3001, victorieuse des 24 Heures de Paris de Montlhéry 1927, des 24 Heures du Mans 1928, et seconde d'une quadruple victoire Bentley des 24 Heures du Mans 1929, derrière une Bentley Speed Six,.

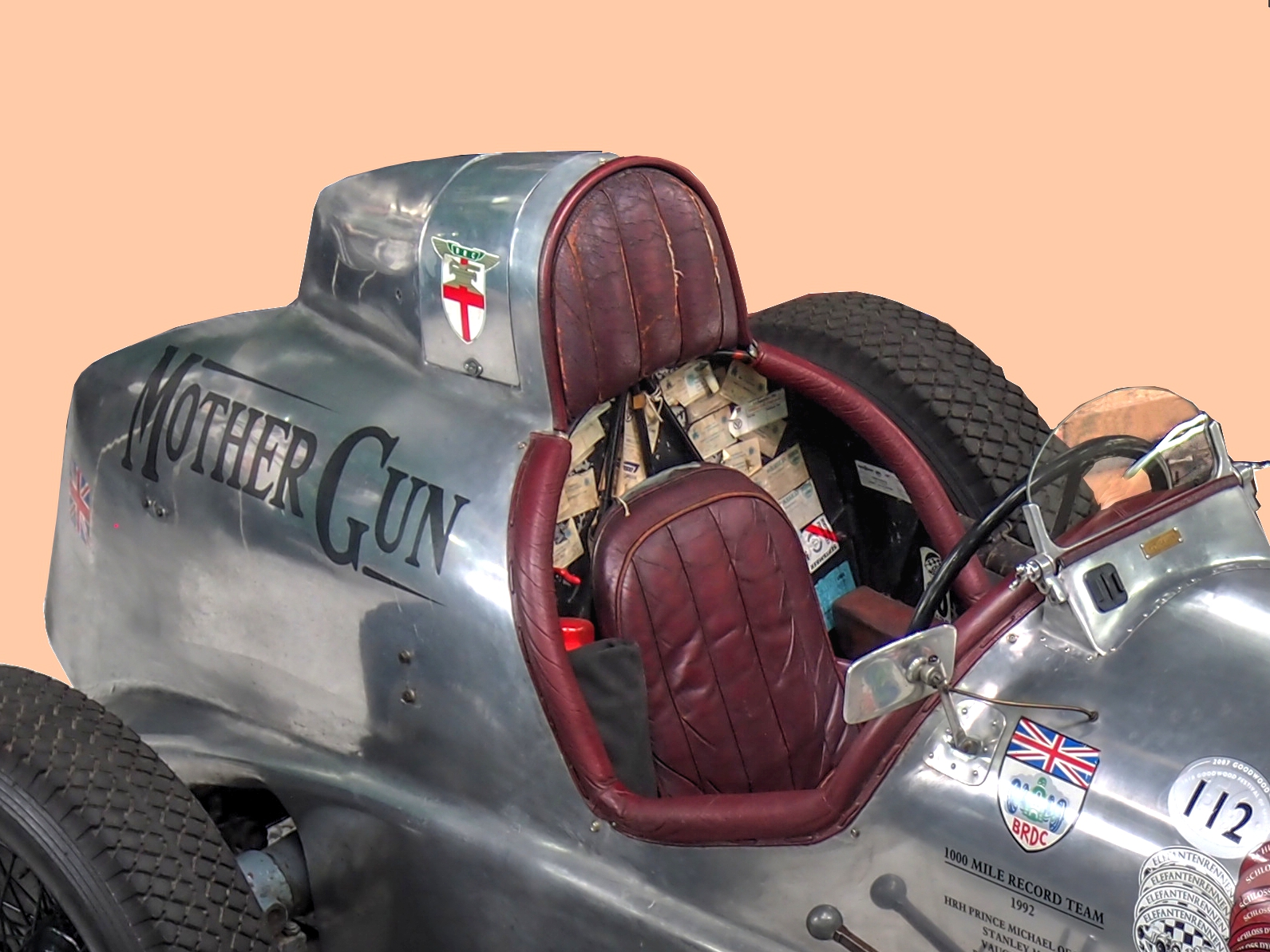
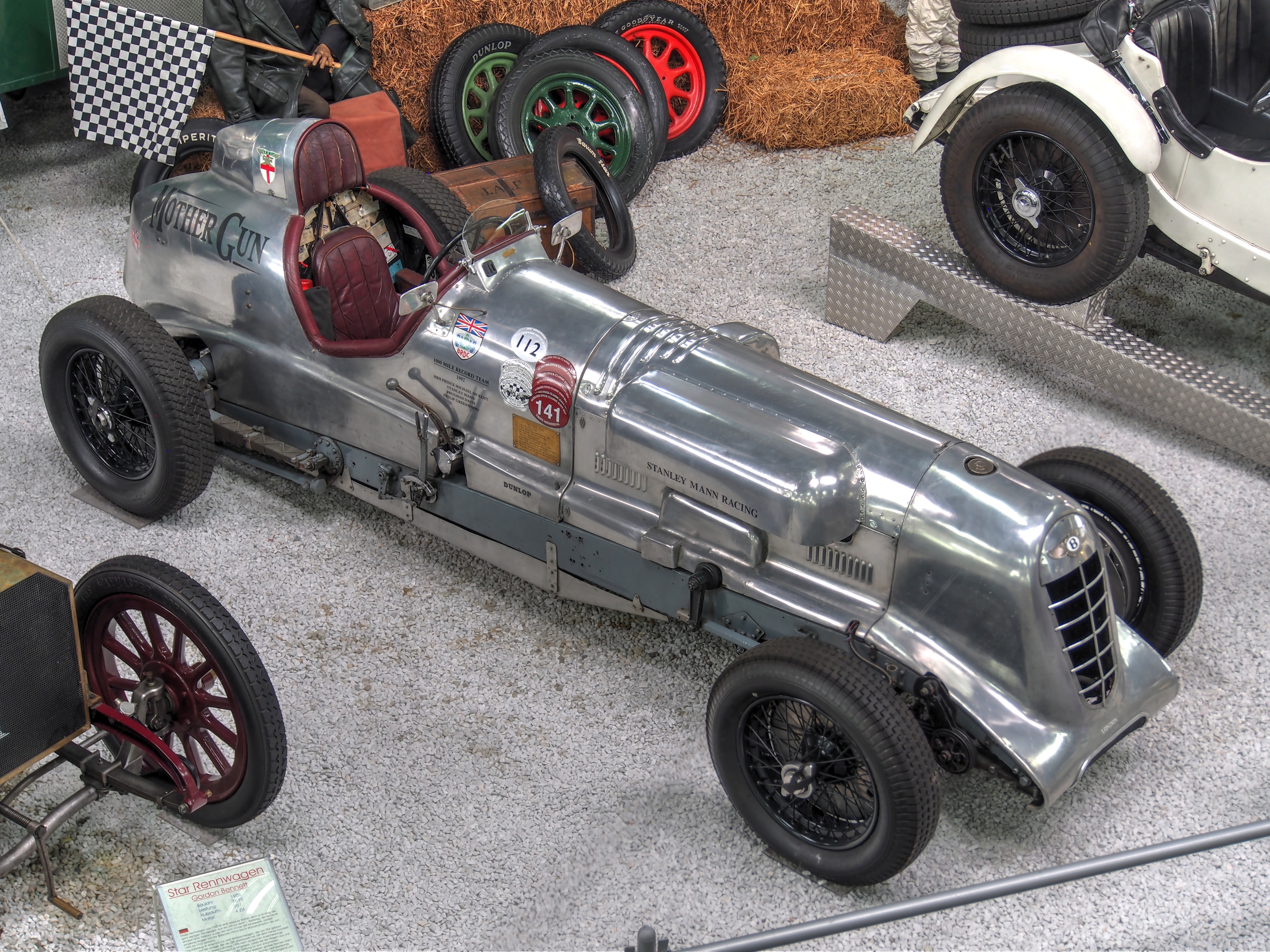
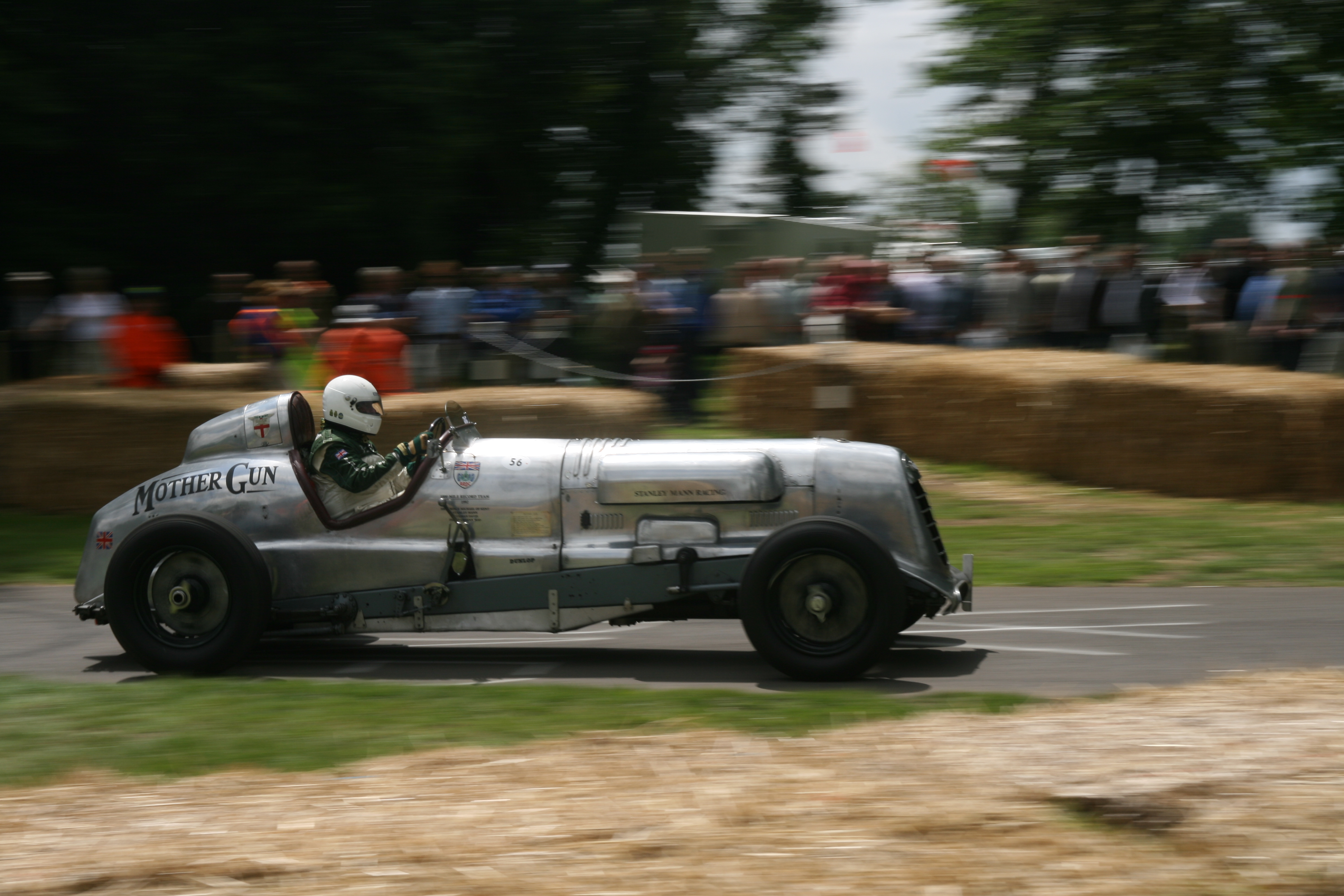

Le modèle est ensuite acquis et modifié par divers propriétaires privés. Le moteur 4 cylindres en ligne 4,5 L d'origine a été remplacé par un moteur 6 cylindres en ligne 6,5 L de Bentley Speed Six, avec des nouvelles bielles et pistons. Son propriétaire Robin Jackson a remplacé la carrosserie Bentley 4½ Litre « Le Mans » d'origine par une nouvelles carrosserie légère en aluminium poli brillant actuelle, surnommée « Bentley Jackson Special » (inspirée des Flèches d'Argent Mercedes-Benz),.
Un concessionnaire de voitures de collection a retrouvé la voiture en pièces détachées et l'a entièrement reconstruite et restaurée en 1989 sous le nom de « Bentley Mother Gun ». Le moteur est remplacé par un moteur Bentley 8 Litre en 1999,,.
Elle inspire quelques prototypes suivants tels que Napier-Bentley (1968) ou Packard-Bentley (2010).

## Collection
Le véhicule est exposé un temps au musée automobile et technologique de Sinsheim en Allemagne, et participe à de nombreuses courses et expositions de voitures classiques dans le monde. Il est mis en vente aux enchères au Festival de vitesse de Goodwood 2019, pour les 100 ans de la marque Bentley.

## Palmarès partiel

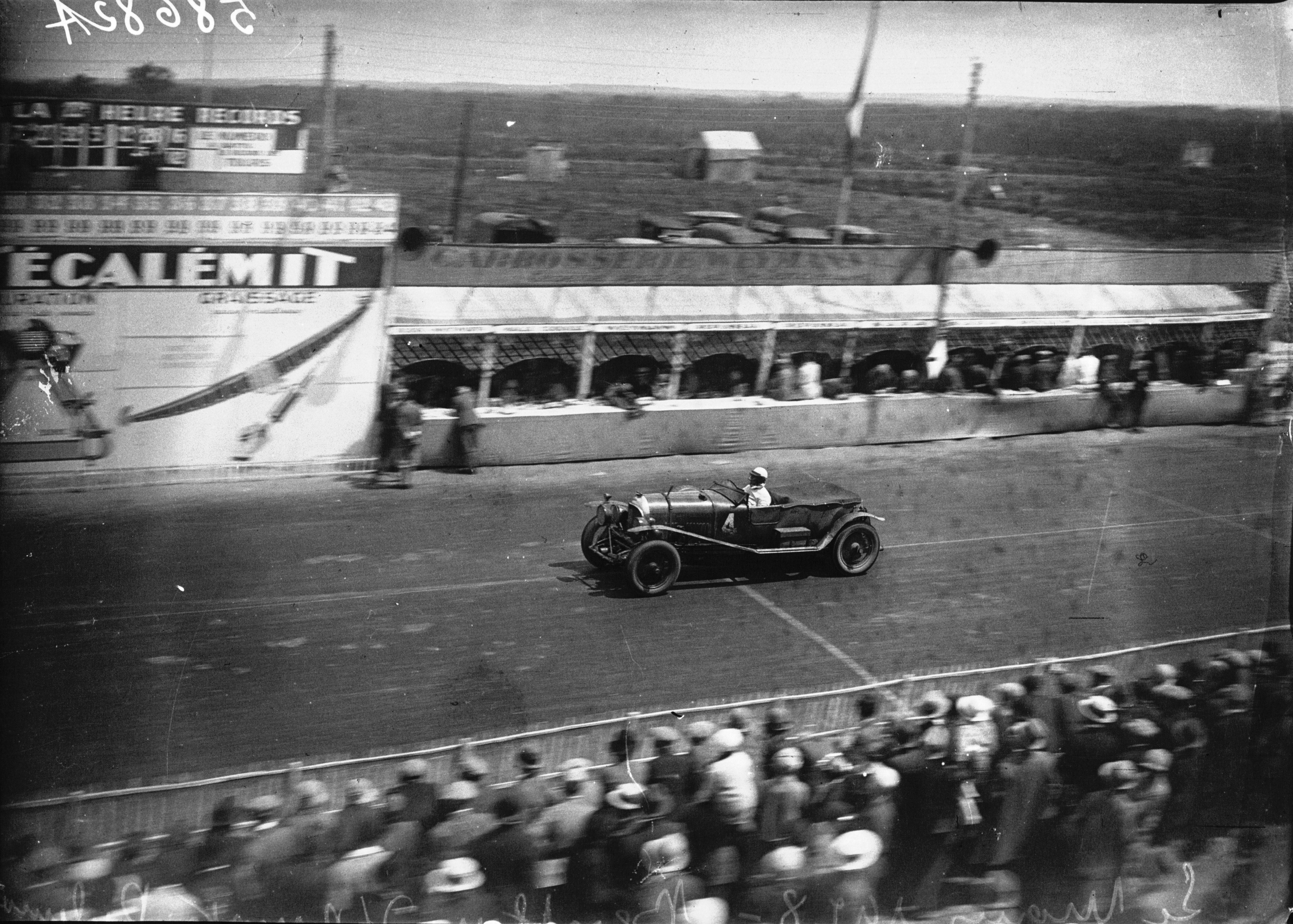
Bentley 4½ Litre « Old Mother Gun » n°4 d'origine, victorieuse des 24 Heures du Mans 1928.

Les Bentley Boys des années 1920 et leurs Bentley 3 Litre, 4½ L, 6½ L et 8 L sont victorieux en particulier des 24 Heures du Mans 1924, 1927, 1928, 1929 et 1930.

### Bentley Old Mother Gun
- 1927 : abandon aux 24 Heures du Mans 1927.
- 1927 : victoire des 24 Heures de Paris de Montlhéry, avec le pilote George Duller
- 1928 : victoire des 24 Heures du Mans 1928, avec Woolf Barnato et Bernard Rubin
- 1929 : seconde d'une quadruple victoire Bentley aux 24 Heures du Mans 1929, derrière une Bentley Speed Six, avec Jack Dunfee et Glen Kidston.